# David Mack
David W. Mack é um escritor e artista norte-americano de banda desenhada. Mack é conhecido pela sua série Kabuki. Também trabalhou em publicações da Marvel Comics como Demolidor e Alias.